# Fonfría (Samora)
Fonfría é um município raiano da Espanha na província de Zamora, comunidade autónoma de Castela e Leão, de área 132,37 km² com população de 1018 habitantes (2007) e densidade populacional de 8,08 hab/km².

## Demografia
| Variação demográfica do município entre 1991 e 2004 | Variação demográfica do município entre 1991 e 2004 | Variação demográfica do município entre 1991 e 2004 | Variação demográfica do município entre 1991 e 2004 |
| --------------------------------------------------- | --------------------------------------------------- | --------------------------------------------------- | --------------------------------------------------- |
| 1991                                                | 1996                                                | 2001                                                | 2004                                                |
| 1282                                                | 1226                                                | 1131                                                | 1070                                                |